# Hofburg

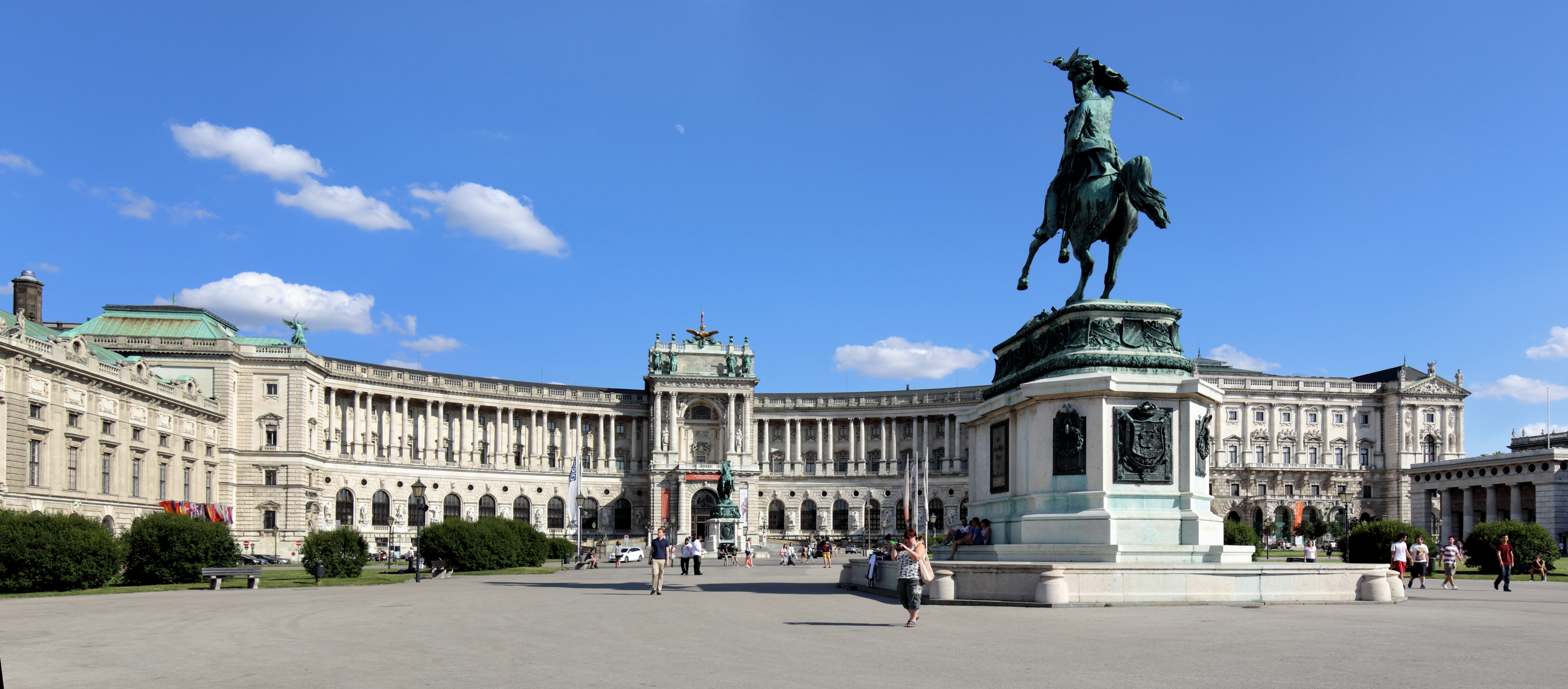
Phần Hofburg Neue Burg, nhìn từ Heldenplatz. Tượng của đại công tước Charles

Sơ đồ tổng quát của cung điện Hofburg.
1 Swiss Wing, 2a Augustinian Church, 2b Augustinian Monastery, 3 Stallburg, 4 Amalienburg, 5 Leopoldine Wing, 6 Redouten Wing, 7 Winter Riding School, 8 Imperial Library, 9 Augustinian Wing, 10 Archduke Albrecht Palace (formerly Tarouca-de Sylva Palace), 11 Imperial Chancellory Wing, 12 Festsaal - Festival Hall Wing, 13 St. Michael's Wing, 14 Neue Burg Wing, 15 Corps de Logis, 16 Palm House or Butterfly House, A Internal Castle Square, B Ballhausplatz - Ball House Square, C St. Michael's Square, D Schweizerhof - Swiss Court, E Joseph Square, F Albertina Square, G Burggarten - Castle Garden, H Heldenplatz (formerly External Castle Square)
Các giai đoạn xây dựng lịch sử:
Thế kỷ 13 tới 17
Thế kỷ 18
Thế kỷ 19 tới 20

Hofburg là cung điện hoàng gia cũ ở trung tâm Viên, Áo. Được xây dựng vào thế kỷ 13 và được mở rộng trong nhiều thế kỷ kể từ đó, cung điện đã là trụ sở quyền lực của các nhà cai trị triều đại Habsburg, và ngày nay nơi cư trú chính thức và nơi làm việc của Tổng thống Áo. Đó là dinh thự chính vào mùa đông, trong khi Cung điện Schönbrunn là nơi ở mùa hè.
Kể từ năm 1279 khu vực Hofburg đã được ghi nhận là trụ sở của chính phủ.
Hofburg đã được mở rộng qua nhiều thế kỷ để bao gồm các khu nhà ở khác nhau (với Amalienburg và Albertina), nhà nguyện hoàng gia (Hofkapelle hoặc Burgkapelle), thư viện hoàng gia (Hofbibliothek), kho bạc (Schatzkammer), nhà hát Burgtheater, trường cưỡi ngựa Hoàng gia (Hofreitschule), khu chuồng ngựa (Stallburg và Hofstallungen).
Cung điện này đối mặt với Heldenplatz (Quảng trường Anh hùng) được cho thiết lập dưới thời trị vì của hoàng đế Franz Joseph I, như một phần của kế hoạch để trở thành diễn đàn Hoàng đế nhưng chưa hoàn thành.
Nhiều kiến trúc sư đã thực hiện những công trình tại Hofburg khi nó được mở rộng, đặc biệt là kiến trúc sư người Ý Filiberto Luchese, Lodovico Burnacini và Martino và Domenico Carlone, các kiến trúc sư baroque Lukas von Hildebrandt và Joseph Emanuel Fischer von Erlach, Johann Bernhard Fischer von Erlach, và các kiến trúc sư của "Neue Burg" được xây dựng từ năm 1881 đến 1913.

## Lịch sử
Dưới thời Vua Habsburg Rudolf I năm 1279 tòa nhà này lần đầu tiên được đề cập trong văn kiện, việc xây dựng được bắt đầu trong nửa đầu của thế kỷ thứ 13 dưới triều đại nhà Babenberger. Viên đá đầu tiên được đặt bởi Công tước Leopold VI. Nó được mở rộng lần đầu tiên dưới thời vua Bohemia Ottokar II. Přemysl. Tòa nhà này không phải là nơi cư trú oai nghiêm mà có tháp phòng thủ và hố nước (là một phần của bức tường phòng thủ thành phố Viên).
Khi Hoàng đế Ferdinand I chuyển nơi cư trú của mình trong giữa thế kỷ thứ 16 đến Viên, khu nhà này được mở rộng và thành trì này trở thành Hofburg. Họ mở rộng những tòa nhà hiện có và xây dựng nhiều cái mới thêm, một truyền thống tiếp tục cho đến ngày nay. Một tour du lịch trong Hofburg cũng là một tour du lịch về lịch sử nghệ thuật: những tòa nhà từ các thời kỳ khác nhau, từ thời kỳ Gothic thời Trung cổ, qua thời Phục hưng, Baroque từ thế kỷ 17 và 18, cũng như cánh nhà xây theo kiến trúc chủ nghĩa lịch sử từ thế kỷ 19 cho đến các thiết kế nội thất hiện đại từ thế kỷ 20 và 21 bên cạnh nhau.

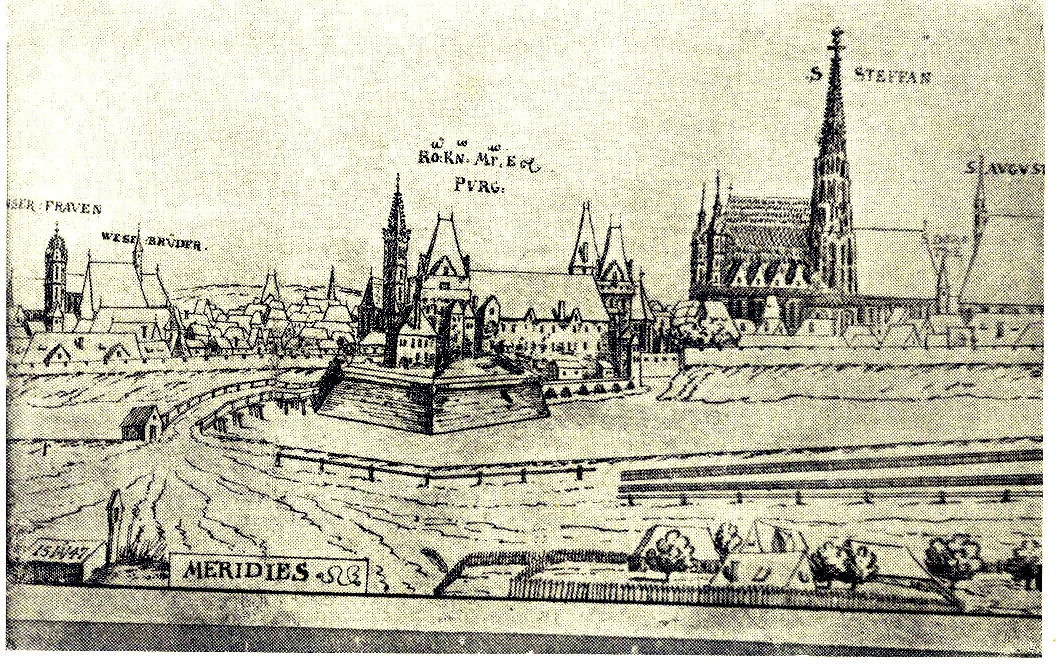
Wien 1547, chi tiết, của Augustin Hirschvogel
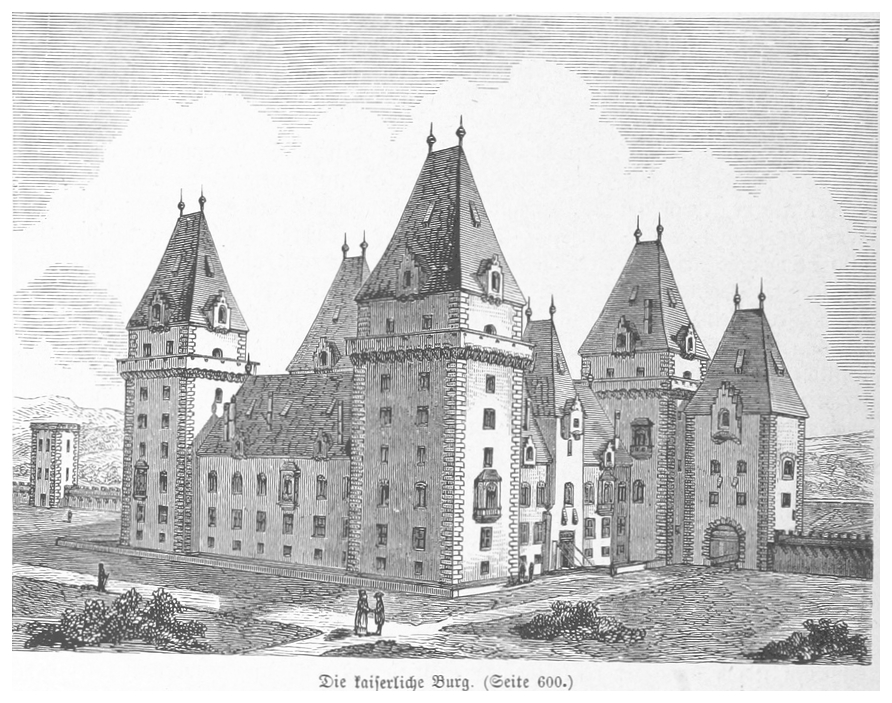
Hofburg trong thế kỷ 16 (aus Bermann: Alt- und Neu-Wien, 1880)
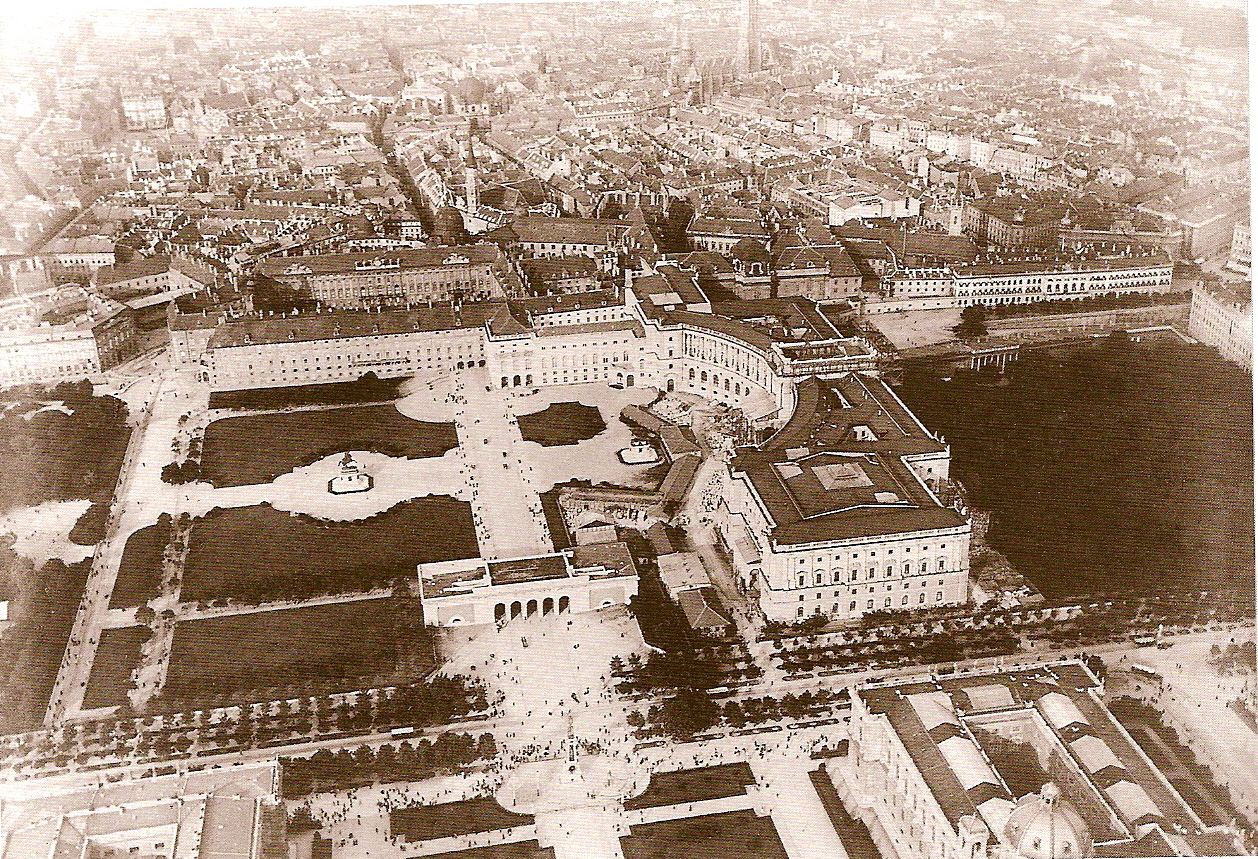
Hình từ trên không của Wiener Hofburg, khoảng 1900

## Literature
- Kurdiovsky, Richard, biên tập (2008). The office of the Austrian Federal President at the Vienna Hofburg (bằng tiếng Đức và English). Herbert Karner, Richard Kurdiovsky, Marcus Langer, Hellmut Lorenz, Anna Mader, Florian Steininger und Manuel Weinberger; Photography by Manfred Seidl. Vienna: Christian Brandstätter Verlag. tr. 159. ISBN 978-3-85033-161-6.{{Chú thích sách}}:  Quản lý CS1: ngôn ngữ không rõ (liên kết)